# فوت‌فوتک

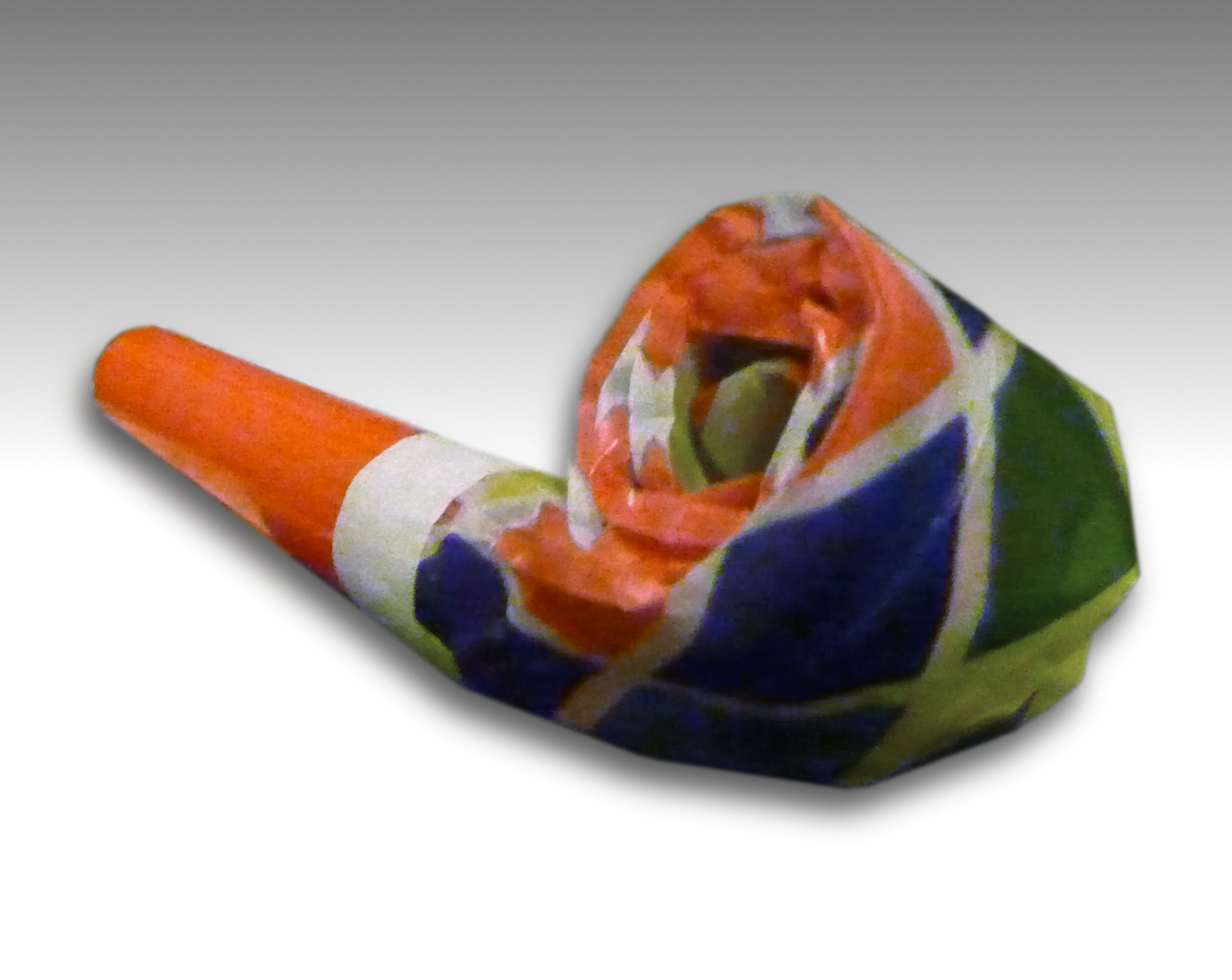
فوت‌فوتک.

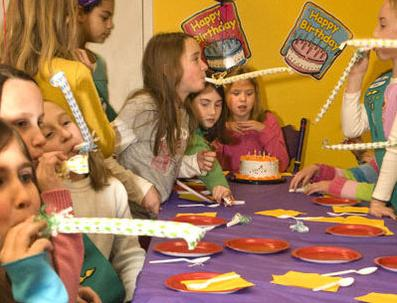
فوت کردن فوت‌فوتک در یک جشن تولد.

فوت‌فوتک وسیله کاغذی شیپورک‌مانندی است که تخت و صاف است و در حالت عادی به صورت جمع و پیچیده است و وقتی که در آن فوت کنند پیچش آن باز می‌شود. فوت‌فوتک‌ها در حالت فوت‌شده و باز، ممکن است صدایی شیپورمانند بدهند و در برخی انواع آن ممکن است صدایی هم ندهند.
زمانی که فرد فوت کردن در درون فوت‌فوتک را قطع می‌کند یک نوارهٔ فلزی یا پلاستیکی که در امتداد بدنه فوت‌فوتک جاگذاری شده آن را بار دیگر جمع می‌کند و به حالت پیچیده اولیه برمی‌گرداند.
انواع جدید فوت‌فوتک یک تکه پلاستیکی در قسمت دهانی هم دارند تا از خیس شدن و خراب شدن کاغذ فوت‌فوتک توسط بزاق دهان جلوگیری کنند.
برخی از انواع فوت‌فوتک‌ها یک پر به رنگ روشن در انتهای خود دارند که همراه باد خروجی به لرزه درمی‌آیند.